# Kompetenzfalle
Als Kompetenzfalle (engl.: Competency trap) bezeichnet man den unberechtigten Glauben, dass ein Verhalten, das in der Vergangenheit zum Erfolg geführt hat, auch in Zukunft notwendigerweise Erfolg nach sich ziehen wird. Der Begriff wurde zuerst in der Managementliteratur eingeführt, fand aber auch Anwendung in der Militärwissenschaft, Handlungsfehlerforschung, Organisationstheorie und im Personalwesen. Auch professionelles Handeln (z. B. von Ärzten) ist stets durch Kompetenzfallen bedroht.
Die klassische Definition des Begriffs competency trap findet sich bei Marcus Becker, basierend auf einem Gedanken von Levitt und March: Die Kompetenzfalle ist ein Zustand, in dem eine Organisation mit suboptimalen Prozessen ein noch gerade befriedigendes Ergebnis (z. B. am Markt) erreicht und demzufolge ihren Umgang mit den suboptimalen Prozessen immer weiter routinisiert, jedoch keine optimalen Prozesse erlernt und implementiert.

## Ursachen
Wichtige Ursachen von Kompetenzfallen sind neben einem Mangel an Konkurrenz u. a. die exzessive Spezialisierung bzw. die steigende Pfadabhängigkeit als Folge eines einmal eingeschlagenen, zunehmend verfestigten Entwicklungsweges oder einer Spezialisierungsstrategie, ferner das Festhalten an standardisierten, sicher beherrschten aber möglicherweise ineffizienten Routinen in allen möglichen Situationen, wie es für viele Kleinunternehmen oder Familienunternehmen typisch ist, die sich gegenüber Fremdwissen abschotten. Ähnliche Phänomene treten in Teams auf, in denen ein oder mehrere Mitglieder erheblich Kompetenzvorsprünge vor den anderen Teammitgliedern haben. Das gilt z. B. für die Urheber innovativer Ideen und Gründer von Start-ups, die gewohnt sind, nur positives Feedback von ihren Teams zu erhalten.
Weitere Ursachen sind eine übermäßige Vereinfachung von Regeln und Routinen im Verhältnis zur komplexen Realität oder im Gegenteil: eine extreme Ausdifferenzierung von Regeln, die von erfahrenen Praktikern dann ignoriert werden. Das kann z. B. dazu führen, dass Situationen nicht erkannt werden, in denen man mit Nicht-Routine-Handlungen reagieren muss. Erfahrene Ärzte unterschätzen z. B. die Häufigkeit von seltenen Krankheiten und Komplikationen, während jüngere Ärzte sie überschätzen. Das kann zur Ignoranz gegenüber präventiven Maßnahmen gegenüber relativ seltene Komplikationen führen. „Je mehr Erfahrung, desto eher werden Leitlinien ignoriert.“
Eine weitere Ursache ist die zu frühe Kodifizierung von scheinbar bewährten Regeln oder neuer die Festlegung von Best practice durch das Management, die das Experimentieren mit neuen Problemlösungen ausschließt.
In Bezug auf Unternehmenskompetenzen kann die Ursache für eine Kompetenzfalle auch das zu lange Festhalten an den und zu großes Commitment für die eigenen Kernkompetenzen sein. Diese werden dann zu wachstumsbremsenden core rigidities. Ein Beispiel dafür ist General Motors, das in den 1980er und 1990er Jahren zu lange an der Gewohnheit festhielt, Autos als Statussymbole zu stylen. So können auch langjährig erwiesene Stärken in Form von Innovations- und Kompetenzvorsprüngen vor den Mitbewerbern zur Verengung des Suchfeldes bei Problemlösungen und zur Ausblendung von potenziellen Substitutionsprozessen durch Konkurrenzprodukte führen.

## Weitere Bedeutung
Die Transformation der Didaktik im Sinne einer kompetenzorientierten Unterrichtsgestaltung kann dazu führen, dass die Schülerinnen und Schüler bei Tests nur noch zeigen, ob sie gelernt haben, eigens für den Kompetenznachweis konstruierte Aufgaben zu lösen. Auch hier wird von einer Kompetenzfalle gesprochen.